# 本居長世
本居 長世（もとおり ながよ、1885年（明治18年）4月4日 - 1945年（昭和20年）10月14日）は、日本の作曲家。数々の童謡で知られる。晩年は長豫と称した。

## 生涯
1885年（明治18年）東京府下谷区御徒町（現：東京都台東区）に生まれる。血の繋がりは無いが、国学者として著名な本居宣長の和歌山学党6代目に当たる。
母は並子、父は本居家の婿養子である国学者の雨宮干信（ゆきのぶ）。生後1年で母と死別。並子の死後、婿養子であった父は本居家に馴染めず、やむなく家を出たため、やはり国学者であった祖父、本居豊穎に育てられる。祖父の期待に反して音楽家を志すようになり、1902年（明治35年）東京音楽学校予科に入学。幸田延、アンナ・レール、ラファエル・フォン・ケーベルにピアノを師事した。1908年（明治41年）東京音楽学校本科を首席で卒業、日本の伝統音楽の調査員補助として母校に残る。なお、同期にやはり作曲家となる山田耕筰がいる。1909年（明治42年）器楽部のピアノ授業補助、翌1910年（明治43年）にはピアノ科助教授となり、ピアニストを志すが、1915年（大正4年）の脳溢血の後遺症による右手指の障害で断念。このときの教え子に中山晋平や弘田龍太郎がいる。1918年（大正7年）「如月社」を結成。この如月社で本居長世の作品を独唱したのが美しいテノールの音色を持つバリトン歌手、藤山一郎（東京音楽学校声楽科出身で、慶應義塾普通部のころから本居長世のところに出入りしていた）である。また、本居長世は宮城道雄や吉田晴風らの新日本音楽運動に参加、洋楽と邦楽の融合を模索した。
折から、鈴木三重吉による児童雑誌『赤い鳥』が創刊され、従来の唱歌に代わる「童謡」と呼ばれる新しい歌が人気を博していた。これに呼応し1920年（大正9年）中山晋平の紹介によって斎藤佐次郎による児童雑誌『金の船』より『葱坊主』を発表。同年、新日本音楽大演奏会で発表した『十五夜お月さん』は、長女みどりの歌によって一躍有名となり、以後野口雨情等と組んで次々に童謡を発表する（みどりは童謡歌手の第1号となり、童謡歌手のレコード吹き込み第1号ともなった）。その後、次女貴美子（後に三女若葉も）等とともに日本各地で公演を行った。1923年（大正12年）関東大震災により甚大な被害が発生すると、日系米国人を中心に多くの援助物資が贈られた。その返礼として日本音楽の演奏旅行が企画され、本居長世も2人の娘とともに参加し、アメリカ合衆国各地で公演を行った。1945年（昭和20年）肺炎により死去。墓所は谷中霊園。
東京都目黒区の天台宗瀧泉寺（目黒不動尊）境内には、近隣に居住していた本居長世を記念して『十五夜お月さん』の歌碑が建てられている。

## 代表作

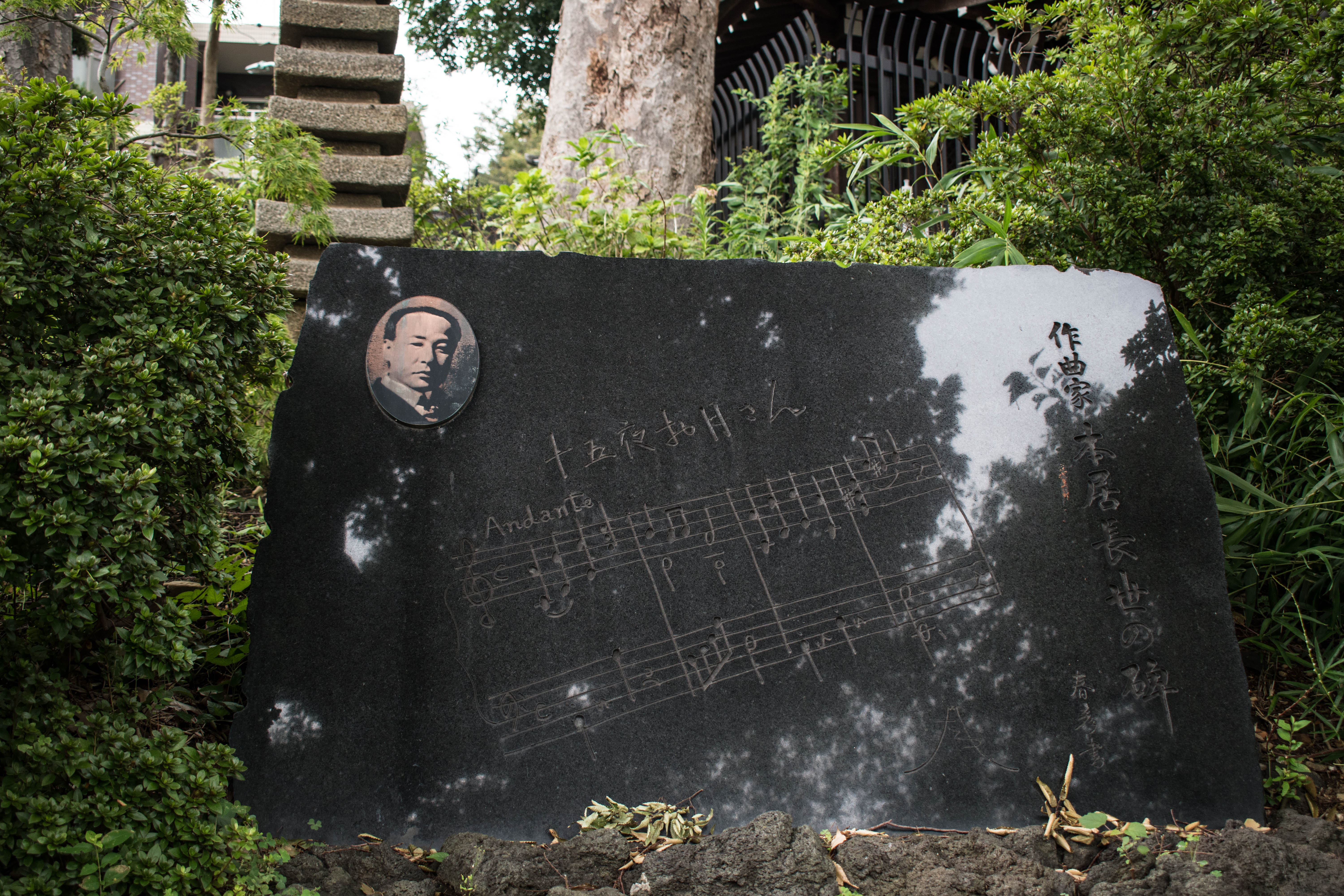
『十五夜お月さん』歌碑（目黒不動尊境内）

- 『七つの子』
- 『青い眼の人形』
- 『赤い靴』
- 『十五夜お月さん』
- 『たんぽぽ』
- 『めえめえ児山羊』
- 『汽車ぽっぽ』（作詞も本居が手がけた）
- 『國學院大學校歌』
- 『北海高等学校校歌』
- 『通りゃんせ』（野口雨情説もあり）

など

## 著書

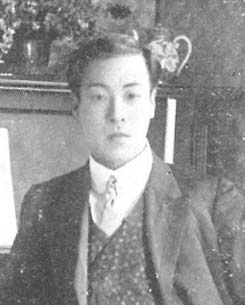
1910年頃撮影

### 単著
- 『新作童謡』 全13巻、敬文館発行、音楽之友社発売、1921年 - 1923年。[8][9]
  - 『新作童謠. 第1集』（改正10版）敬文館、1924年4月。
  - 『新作童謠. 第2集』（改正10版）敬文館、1924年4月。
  - 『新作童謠. 第3集』（改正10版）敬文館、1924年4月。
  - 『新作童謠. 第4集』敬文館、1922年2月。
  - 『新作童謠. 第5集』敬文館、1922年5月。
  - 『新作童謠. 第6集』（訂正5版）敬文館、1924年4月。
  - 『新作童謠. 第7集』敬文館、1922年9月。
  - 『新作童謠. 第8集』（訂正5版）敬文館、1924年4月。
  - 『新作童謠. 第9集』敬文館、1922年12月。
  - 『新作童謠. 第10集』敬文館、1923年。
  - 『新作童謠. 第11集』敬文館、1923年1月。
  - 『新作童謠. 第12集』敬文館、1923年4月。
  - 『新作童謡. 第13集』敬文館、1923年6月。
- 『人買船』金の星社〈金の星童謡曲譜 第1輯〉、1922年11月。 NCID BA8901207X。
- 『一つお星さん』金の星社〈金の星童謡曲譜 第2輯〉、1922年11月。 NCID BA89012116。
- 『青い空』金の星社〈金の星童謡曲譜 第3輯〉、1923年3月。 NCID BA89000285。
- 『赤い靴』金の星社〈金の星童謡曲譜 第4輯〉、1924年4月。 NCID BA89000503。
- 『夢とり』金の星社〈金の星童謡曲譜 第5輯〉、1924年6月。 NCID BA89000660。
- 『子守唄』金の星社〈金の星童謡曲譜 第6輯〉、1924年7月。 NCID BA89000831。
- 『お人形さんの夢』金の星社〈金の星童謡曲譜 第7輯〉、1924年11月。 NCID BA89001007。
- 『ペンペン鳥』金の星社〈金の星童謡曲譜 第8輯〉、1924年8月。 NCID BA89001197。
- 『名所めぐり』金の星社〈金の星童謡曲譜 第10輯〉、1926年4月。 NCID BA89001244。
- 『夢のお国』金の星社〈金の星童謡曲譜 第11輯〉、1926年4月。 NCID BA89001288。
- 『童謡作曲法』春秋社〈世界音楽講座 VIII 72〉、1933年。 NCID BA72606091。全国書誌番号:20268761。
- 『明治天皇御製昭憲皇太后御歌百曲集』 天巻、共益商社書店、1935年7月。 NCID BA42992644。全国書誌番号:47022149。
- 『明治天皇御製昭憲皇太后御歌百曲集』謹曲普及会、1939年8月。 NCID BA85731799。全国書誌番号:46074059。

### 編集
- 『日本唱歌集』春秋社〈世界音楽全集 第17巻〉、1930年11月。 NCID BN07921876。全国書誌番号:47023781。
- 『日本童謡曲集』 第2、春秋社〈世界音楽全集 第24巻〉、1931年5月。 NCID BN07919047。全国書誌番号:47023786。

### 作曲
- 『かぞへうたヴァリエーシォン』松本楽器、1910年9月。 NCID BC03662407。全国書誌番号:40073191。
- 『歌遊び うかれ達磨』吉丸一昌作歌、敬文館、1913年8月。全国書誌番号:42017096。
- 『巨きな帽子』コドモ社〈童謡曲譜 第3集〉、1923年2月。全国書誌番号:22913886。
- 『雪のふる晩 童謡舞踊』真島睦美振附、アルス、1927年2月。 NCID BA57476558。全国書誌番号:47039281。
- 山崎弘幾『すめらみくに 国史百光譜』ヤマビコ会、1940年9月。 NCID BN14288966。全国書誌番号:46026986。

### 著作集
- 本居貴美子、本居若葉共編 編『本居長世童謡曲全集』水星社、1967年。 NCID BA22839076。全国書誌番号:68003210。
- 金田一春彦 編『本居長世作品選集 歌曲・合唱曲・仏教曲・御製御歌』如月社、1982年12月。 NCID BN06873745。全国書誌番号:83026184。

## 伝記
- 金田一春彦『十五夜お月さん 本居長世 人と作品』三省堂、1982年12月。 NCID BN00293571。
  - 金田一春彦『十五夜お月さん 本居長世 人と作品』（普及版）三省堂、1983年3月。
- 松浦良代『本居長世 日本童謡先駆者の生涯』国書刊行会、2005年3月。 NCID BA7171221X。全国書誌番号:20768419。